# The Nature Conservancy
The Nature Conservancy est une organisation de protection de l'environnement fondée en 1951 aux États-Unis d'Amérique par le zoologue Shelford. Son but est la préservation des plantes, des animaux et des communautés naturelles représentant la diversité biologique par la mise en réserve et la protection des ressources naturelles comme l'eau et les paysages dont ceux-là ont besoin. Elle travaille dans plus de trente pays, dont l’intégralité des États-Unis. Cette organisation compte plus d’un million de membres et protège une surface de 69 000 km2 aux États-Unis et plus de 473 000 km2 dans le reste du monde. Ses revenus ont été, en 2006, de 1 085 669 000 dollars et ses biens ont été évalués de 4 828 494 000 dollars. Son slogan pour 2007 est « Protecting Nature. Preserving Life » soit, en français, « Protéger la nature. Préserver la vie ».

## Controverses
Bien que censée défendre l'environnement, TNC a eu un comportement ambigu à plusieurs reprises ; notamment par ses liens avec les industries liées aux combustibles fossiles, que ce soit en détenant plus de 26 millions de dollars d'investissements dans celles-ci, en en recevant des subsides ou en ayant des représentants de ces mêmes entreprises (Shell, Chevron, BP America) au sein de  son conseil d'entreprise ou à sa tête. TNC s'est également fait remarquer pour avoir exploité à partir de 1999 des hydrocarbures dans une de ses réserves, la Texas City Prairie Preserve, site de nidification du Tétras cupidon d'où il disparut en 2012 — l'exploitation n'étant pas forcément la cause directe de la disparition de cette colonie,. Ses réserves peuvent également poser un problème pour les autochtones. 

## Ouvrages
- Naomi Klein, Tout peut changer : Capitalisme & changement climatique [« This changes everything, capitalism vs the climate »], Arles/Montréal, Actes Sud/Lux, 2015, 623 p. (ISBN 978-2-330-04784-9, BNF 44313265)